# Agreste de Kudrna
Pour les articles homonymes, voir Agreste (homonymie).
Hipparchia volgensis
Espèce
Synonymes
- Hipparchia delattini Kudrna, 1975[1]

Statut de conservation UICN

 LC  : Préoccupation mineure
L'Agreste de Kudrna (Hipparchia volgensis) est une espèce de papillons de la famille des Nymphalidae, de la sous-famille des Satyrinae et du genre Hipparchia.

## Dénomination
Il a été nommé Hipparchia volgensis par Georgij A. Mazochin-Porschnjakov (d) en 1952.
Synonymes : Satyrus volgensis Mazochin-Porshnyakov, 1952.
Pour certains c'est Hipparchia semelle volgensis, une sous-espèce d' Hipparchia semele proche d'Hipparchia pellucida

## Liste des sous-espèces
Selon BioLib (17 juin 2021) :
- sous-espèce Hipparchia volgensis delattini Kudrna, 1975
- sous-espèce Hipparchia volgensis volgensis (Mazochin-Porshnjakov, 1952)

### Noms vernaculaires
L'Agreste de Kudrna se nomme Delattin's Grayling en anglais et Βαλκανική ιππάρχια en grec,.

## Description
L'Agreste de Kudrna est de couleur marron avec des taches jaune orangé disposées en bande submarginale plus marquée chez la femelle, plus discrète chez le mâle, avec en bordure une frange entrecoupée et deux ocelles noirs aveugles ou très discrètement pupillés aux antérieures et un très petit aux postérieures. 
Le revers des antérieures est  jaune orangé avec une bande jaune plus clair qui porte deux ocelles noirs alors que les postérieures sont marbrées de marron et de blanc.

## Biologie

### Période de vol et hivernation
L'Agreste de Kudrna vole en une génération entre juin et août.

### Plantes hôtes
Ses plantes hôtes sont diverses des Gramineae.

## Écologie et distribution
L'Agreste de Kudrna est présent dans le Sud-Est de l'Europe, en Albanie, en Macédoine, en Bulgarie, en Grèce et dans la partie européenne de la Turquie.

### Biotope
Il réside dans des vallons rocheux, des lieux buissonneux.